# Tove Jorck-Jorckston
Tove Jorck-Jorckston es una jinete danesa que compitió en la modalidad de doma. Ganó una medalla de bronce en el Campeonato Mundial de Doma de 1982 en la prueba por equipos.

## Palmarés internacional
| Campeonato Mundial | Campeonato Mundial | Campeonato Mundial | Campeonato Mundial |
| Año                | Lugar              | Medalla            | Categoría          |
| ------------------ | ------------------ | ------------------ | ------------------ |
| 1982               | Lausana (Suiza)    | Medalla de bronce  | Por equipos        |